# NGC 216
NGC 216 ist eine Balken-Spiralgalaxie mit ausgedehnten Sternentstehungsgebieten vom Hubble-Typ SBdm im Sternbild Walfisch südlich des Himmelsäquators. Sie ist schätzungsweise 70 Millionen Lichtjahre von der Milchstraße entfernt und hat einen Durchmesser von etwa 40.000 Lj.
Das Objekt wurde am 9. Dezember 1784 von dem deutsch-britischen Astronomen Wilhelm Herschel entdeckt.